# 8300 Іґа
8300 Іґа (8300 Iga) — астероїд головного поясу, відкритий 9 січня 1994 року.
Тіссеранів параметр щодо Юпітера — 3,359.